# Actephila anthelminthica
Actephila anthelminthica är en emblikaväxtart som beskrevs av François Gagnepain. Actephila anthelminthica ingår i släktet Actephila och familjen emblikaväxter.
Artens utbredningsområde är Vietnam. Inga underarter finns listade i Catalogue of Life.